# 关内道
关内道是唐朝的一个道，治所位于京城长安。关内道辖雍州、华州、同州、岐州、豳州、陇州、泾州、原州、宁州、庆州、鄜州、坊州、丹州、延州、灵州、威州、会州、盐州、夏州、绥州、银州、宥州、胜州、丰州，和安北都护府、单于都护府，共26个府州。

## 所辖州县
- 雍州，治万年县（今陕西西安）。辖20县：万年县、长安县、咸阳县、兴平县、云阳县、泾阳县、渭南县、昭应县、高陵县、同官县、富平县、蓝田县、鄠县、奉天县、好畤县、武功县、醴泉县、华原县、美原县。后改名京兆府。
- 华州，治郑县（今陕西华县）。辖4县：郑县、华阴县、栎阳县、下邽县。
- 同州，治冯翊县（今陕西大荔）。辖8县：冯翊县、朝邑县、韩城县、郃阳县、夏阳县、白水县、澄城县、奉先县。
- 岐州，治雍县（今陕西凤翔）。辖9县：雍县、岐山县、扶风县、麟游县、普润县、宝鸡县、虢县、郿县、盩厔县。后改名凤翔府。
- 豳州，治新平县（今陕西彬县）。辖4县：新平县、三水县、永寿县、宜禄县。后改名邠州。

以上各州开元年间为京畿道。
- 陇州，治汧源县（今陕西陇县）。辖5县：汧源县、汧阳县、吴山县、南由县、华亭县。
- 泾州，治安定县（今甘肃泾川）。辖5县：安定县、良原县、鹑觚县、临泾县、阴盘县。
- 宁州，治定安县（今甘肃宁县）。辖6县：定安县、定平县、罗川县、襄乐县、彭原县、丰义县。
- 坊州，治中部县（今陕西黄陵）。辖4县：中部县、宜君县、鄜城县、昇平县。
- 鄜州，治洛交县（今陕西富县）。辖5县：洛交县、三川县、洛川县、直罗县、伏陆县。
- 丹州，治义川县（今陕西宜川）。辖5县：义川县、咸宁县、汾川县、云岩县、门山县。
- 延州，治肤施县（今陕西延安）。辖8县：肤施县、金明、丰林、延安、延川、延水、临真、金城、罢交县。
- 庆州，治安化县（今甘肃庆阳），辖10县：安化县、同川、蟠龙、乐蟠、华池、白马、怀安县、方渠、洛源、马岭县。
- 原州，治平高县（今宁夏固原）。辖4县：平高县、百泉县、平凉县、肖关县。
- 灵州，治回乐县（今宁夏吴忠），辖6县：回乐县、鸣沙、安乐州、温池县、灵武县、怀远县。
- 会州，治会宁县（今甘肃靖远）。辖2县：会宁县、乌兰县。
- 盐州，治五原县（今陕西定边）。辖2县：五原县、白池县。
- 夏州，治朔方县（今陕西靖边附近）。辖4县：朔方县、长泽县、宁朔县、德静县。
- 绥州，治上县（今陕西绥德）。辖5县：上县、廷福、城严、绥德、大斌县。
- 银州，治儒林县（今陕西榆林鱼河镇）。辖4县：儒林、抚宁、真乡、开光。
- 胜州，治榆林县（今内蒙古托克托西南）。辖4县：榆林县、河滨县、连谷县、银城县。
- 丰州，治九原县（今内蒙古乌拉特前旗西北）。辖3县：九原县、丰安县、永丰县。
- 单于都护府，包含今内蒙古的中北部及外蒙古南部地区，辖有云中都督府、桑乾都督府、定襄都督府、呼延都督府4个督都府。
- 安北都护府，包含今外蒙古地区及西伯利亚南部地区，辖有：浑河州、鸡田州、鸡鹿州、独龙州、稽落州、寘颜州、仙萼州、狼山州、玄池州、溪弹州，以及瀚海都督府、皋兰都督府、燕然都督府、贺兰都督府、龟林都督府、金微都督府、幽陵都督府、居延都督府、仙山都督府、大漠州都督府、阴山州都督府、坚昆都督府等都督府。